# Aktivni varnostni sistemi
Aktivni varnostni sistemi

## Sistem ABS

### Zgodovinski razvoj
Leta 1978 je prišel na trg Boschev sistem ABS, prvi sistem proti blokiranju koles med zaviranjem na svetu, primeren za serijsko proizvodnjo. Ta sistem je bil najprej na voljo samo za doplačilo pri avtomobilih najvišjega razreda. Danes pa varno zaviranje spada v standardno ponudbo že v vseh avtomobilskih razredih. Od leta 2004 so s sistemom ABS opremljeni že vsi osebni avtomobili, izdelani v Evropski uniji.

### Delovanje
Vozila brez sistema ABS (Anti-Lock Braking System) lahko ob nenadnem močnem zaviranju na spolzkem cestišču začnejo drseti ali se celo zavrtijo. Kolesa zaradi močnega zaviranja zablokirajo in upravljanje z volanom postane nemogoče. Da bi se temu izognili, je treba izmenoma pritiskati in popuščati zavorni pedal. Takšnemu zaviranju pravimo tudi zaporedno zaviranje. V kritičnih situacijah pogosto ni dovolj časa za tak način zaviranja. Zato pri vozilih, opremljenih s sistemom ABS, računalnik nadzoruje vrtenje koles in ob premočnem zaviranju samodejno izvede serijo pritiskov in popuščanj na zavore. Tako kolesa ne blokirajo, s tem vozilo ne drsi, volan pa ostane dovolj odziven, da lahko voznik varno zavije in ustavi.
Pri zaviranju število vrtljajev kolesa upada. Hitrost vrtenja kolesa se zmanjša od hitrosti vozila,kar imenujemo zdrs. Ta deluje med pnevmatiko in podlago. Glede na oprijemljivost med pnevmatiko in cestiščem se je na številnih testih pokazalo,da največjo zaviralno moč dosežemo pri 8% - 35% zdrsu koles. Zato je sistem ABS programiran tako,da deluje ravno v tem območju. Z večanjem zdrsa nam močno upade tudi vodljivost vozila oziroma odziv na zasuk volana. Delovanje sistema ABS pa je neučinkovito kadar se vozilo premika prepočasi
ter takrat ko se oprijemljivost med gumo in podlago hitro spreminja.
Oprijemljivost posameznega kolesa se ves čas vožnje izračunava na podlagi hitrosti vrtenja ostalih koles.

## Sistem ASR

### Zgodovinski razvoj
Proizvajalec avtomobilov Mercedes-Benz leta 1959 patentira napravo, ki preprečuje zdrs pogonskih koles s posredovanjem menjalnika, motorja in zavore. Leta 1987 sistem nadgradijo z uvedbo regulacije zdrsa pogonskih koles ASR (Anti-Slip Regulation).

### Delovanje sistema ASR
Deluje obratno kot ABS,vsi sklopi sistema pa so skoraj identični. Učinek je podoben kot pri mehanski zapori diferenciala, le da se tu navor na osi ne razdeli na polovico na vsakem kolesu, ampak se prilagaja glede na stanje podlage, na kateri stoji posamezno pogonsko kolo.
Če se pogonska kolesa začnejo vrteti na mestu, regulacija zdrsa pogonskih koles zmanjša navor in zagotavlja boljši oprijem. Pri posameznih valjih v motorju se sistematično prekine dovod goriva, kar zniža moč motorja in s tem prenos pogonske moči.
Regulacija zdrsa pogonskih koles zagotavlja več udobja in varnosti med vožnjo na vseh vrstah cestišča. Kolesa ne zdrsavajo niti na spolzkem cestišču, tako da je pospeševanje kar najbolj harmonično in udobno. V mejnem območju pri vožnji v ovinkih ASR zagotavlja aktivno varnost in takoj ko pride do podkrmiljenja, ustrezno posreduje. Vozilo ostane stabilno, voznik ohrani nadzor nad njim. Z zmanjševanjem zdrsavanja pogonskih koles se zmanjšuje obraba pnevmatik. Ko se sistem vključi, se prižge ustrezna kontrolna lučka. Nekatere izvedbe so opremljene tudi z elektronsko zaporo diferenciala EDS. ASR je sestavni del elektronskega programa stabilnosti ESP.

## Sistem ESP

### Zgodovinski razvoj
Elektronski program stabilnosti bolj poznan pod kratico ESP (Electronic Stability Program). Razvilo ga je nemško podjetje Robert Bosch v sodelovanju z avtomobilskim proizvajalcem Mercedes Benz. Leta 1993 se je ta sistem kot dodatna oprema začel vgrajevati v limuzine višjega cenovnega razreda. Prvi proizvajalec, ki je ESP serijsko ponudil pri srednjem razredu (razred C) leta 1999, nato pa še pri ostalih osebna vozilih leta 2001 je bil Mercedes Benz. Danes je ta sistem serijsko vgrajen tudi v nekatere modele srednjega ter nižjega cenovnega razreda večjih prozvajalcev avtomobilov.
Različni proizvajalci uporabljajo nekatere druge oznake kot sta ESC in VSC.

### Delovanje sistema ESP
Elektronski sistem za nadzor stabilnosti vozila vozniku pomaga obdržati nadzor nad vozilom v kritičnih oziroma nepredvidenih dogodkih na cesti. V takšnih primerih mora voznik praviloma zelo ostro zavreti in zaviti, pri tem pa lahko vozilo začne zanašati. Vozilo uspe obvladati le redkim voznikom. Ta sistem prispeva k večji varnosti tudi na spolzkih cestah. ESP povezuje dva sistema, in sicer sistem proti blokiranju  koles (ABS) in sistem proti zdrsu koles (ASR). Uravnava delovanje motorja in porazdeli zavorno moč na vsako posamezno kolo.
Sistem sestavljata dva računalnika, ki vsakih 20 milisekund preračunavata signale iz senzorjev. Ti senzorji so: senzor kota zasuka volana, senzor prečnih pospeškov in štirje kolesni senzorji. Na osnovi njihovih informacij krmilnik prepozna odstopanja med predvidenim in dejanskim stanjem in nato poskrbi za izvedbo potrebnih posegov v zavorni sistem. (Moj evro)
Računalnik tako preverja hitrost vozila, pritisk na zavorni pedal, smer oziroma položaj volanskega droga in razliko hitrosti vrtenja posameznih koles. Poleg tega pa, glede na navpično os vozila, spremlja prečni pospešek ter zasuk vozila.
Sistem za nadzor stabilnosti vozila ESP je v manj kot desetih letih postal eden od najpomembnejših sodobnih varnostnih pripomočkov in danes je na voljo že v avtomobilih prav vseh razredov. Čeprav je že neštetokrat dokazal svojo vrednost, je še veliko prostora za izboljšave. Sodobni sistem je hitrejši in odzivnejši, lahko ga tudi natančneje nastavijo. Že danes sistem ESP ni več omejen samo na zaviranje posameznih koles. Povezan je s prilagodljivim zračnim vzmetenjem in aktivnimi blažilniki,ter z aktivnim volanskim mehanizmom, tako lahko sistem brez pomoči voznika popravlja napake, ki nastanejo recimo pri zaviranju na neenaki podlagi ali pri hitrem izogibu oviri. 
Točnih analiz, ki bi ponazorila, koliko ta sistem pomaga v varnosti ni. Vsekakor pa tako proizvajalci kot tudi avtomobilistične zveze priznavajo koristnosti ESP-ja, zato se že pojavljajo pobude, da bi v bližnji prihodnosti bil ta sistem obvezen v novih vozilih. Študije dokazujejo, da sistem ESP rešuje življenja. Po podatkih znanstvene študije, ki jo je izvedlo Splošno združenje nemških zavarovalnic, približno četrtino prometnih nesreč s hudimi telesnimi poškodbami povzroči zdrs vozila. 60 % vseh nesreč s smrtnim izidom vključuje bočni trk, ki je posledica zdrsa vozila. V okviru te študije je vrsta proizvajalcev vozil, zavarovalnic in državnih ustanov iz številnih držav preučevala učinkovitost sistema ESP. Rezultati so nedvoumni: z uporabo sistema ESP je mogoče število nesreč s hudimi poškodbami ali smrtnim izidom zmanjšati do 80 %.

### Podkrmiljenje
Če uhaja sprednji del vozila govorimo o podkrmiljenju. Sprednji kolesi izgubita stik s cestiščem, vozilo se zavrti okrog svoje navpične osi in pri tem drsi proti zunanji strani ovinka. Pri nevarnosti podkrmiljenja ESP zavira zadnje kolo na notranji strani, s čimer vozilo znova usmeri v želeno smer. Po potrebi se zmanjša tudi moč motorja.

### Prekrmiljenje
Če uhaja zadek govorimo o prekrmiljenju. Zadnji kolesi izgubita stik s cestiščem, vozilo se malenkostno zavrti okrog svoje navpične osi proti notranji strani ovinka. ESP s programiranim zaviranjem posameznih koles korigira voznikove napake, zaradi katerih bi lahko prišlo do prekrmiljenja ali podkrmiljenja. Če obstaja nevarnost prekrmiljenja, ESP rahlo zavira sprednje kolo na zunanji strani ovinke Še preden zadek začne odnašati proti zunanjemu robu ovinka.